# Пролог (сюжет)
Проло́г (від дав.-гр. πρόλογος prólogos, від πρό pró, «перед» та λόγος lógos, «слово») — це вступна частина твору, яка створює контекст та надає фонові деталі, часто розповідаючи певну попередню історію, що пов'язана з основною, або іншу важливу інформацію. Давньогрецьке слово πρόλογος мало ширше значення, ніж сучасний термін, і було ближчим до поняття передмови. Тому пролог у грецькій драмі мав велике значення; іноді він майже заміняв собою роман, за яким слідувала сама п'єса або її епізод.

## Латинська традиція

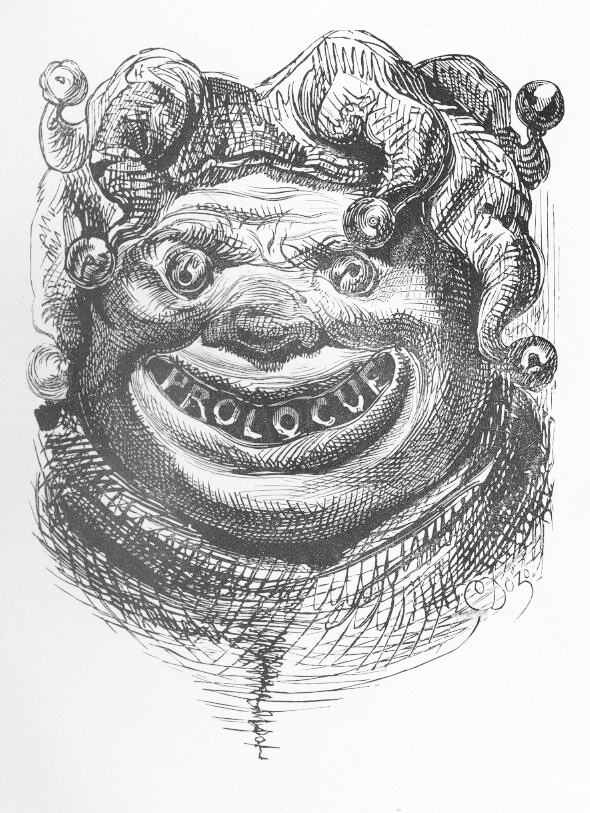
Ілюстрація Гюстава Доре.

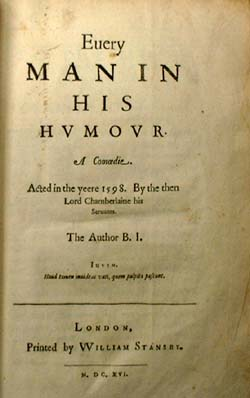
Титульна сторінка видання 1616 року п'єси Кожен у своєму гуморі, написаної англійським драматургом Беном Джонсоном у 1598 році. П'єса належить до піджанру «комедія гуморів».

На латинській сцені пролог часто був більш розробленим, ніж в Афінах. У ретельній композиції віршів, які Плавт додавав до своїх п'єс, видно, яке значення він надавав цій частині вистави; іноді, як у передмові до Rudens, Плавт досягав вершин свого генія у вправних та романтичних прологах, які зазвичай виголошували персонажі, що не з'являлися в самій п'єсі.
Мольєр відродив плавтівський пролог у вступі до свого Амфітріона. Расін представив Благочестя як оповідача прологу, що відкривав його хорову трагедію Есфір.
Традиція античності сильно вплинула на ранніх англійських драматургів. Не тільки містерії та міраклі Середньовіччя починалися з гомілії, але й коли драма в сучасному розумінні зародилася за часів Єлизавети I, пролог прийшов разом з нею, безпосередньо запозичений з практики Евріпіда та Теренція. Секвілл, лорд Бакгерст, підготував своєрідний пролог у вигляді пантоміми для своєї п'єси Горбодук 1562 року; він також написав відомий «Вступ», що фактично є прологом, до збірки коротких романтичних епосів різних авторів.

## Єлизаветинська епоха
Прологи в драматургії епохи Відродження часто виконували специфічну функцію переходу та роз'яснення для глядачів. Пролог, який виголошував один актор, був зверненням до уваги та симпатії аудиторії, надаючи історичний контекст, вказівки на теми п'єси, а іноді й застереження.:17 У цьому сенсі пролог, як і будь-яка інсценована вистава, складався з тексту, актора, який його виголошував, та самої подачі мови.:1 Вводячи аудиторію з реальності у світ п'єси, пролог долав межі між глядачами, акторами, персонажами та драматургами — по суті, він створював розрізнення між уявним простором у п'єсі та зовнішнім світом.:2 Бен Джонсон часто використовував пролог, щоб нагадати аудиторії про складні взаємини між нею та всіма аспектами вистави.
Актор, який читав пролог, з'являвся в чорному одязі, що різко контрастувало з розкішними костюмами, які використовувалися під час п'єси. Він знімав капелюха і не мав гриму. Він міг тримати книгу, сувій або плакат із назвою п'єси.:24 Його вихід супроводжувався трьома короткими сигналами труби, на третій з яких він виходив і займав позицію на авансцені. Він робив три поклони відповідно до придворного етикету, а потім звертався до аудиторії.:26–27
Єлизаветинський пролог був унікальним тим, що поєднував аспекти як класичної, так і середньовічної традицій.:13 У класичній традиції пролог відповідав одному з чотирьох піджанрів: sustatikos, який рекомендував або п'єсу, або поета; epitimetikos, у якому виголошувалося прокляття супернику або подяка аудиторії; dramatikos, у якому пояснювався сюжет п'єси; та mixtos, що містив усе перераховане.:13 У середньовічній традиції простежуються вирази моралі та скромності,:14 а також метатеатральна самосвідомість та відверте усвідомлення фінансового контракту між акторами, драматургами та платоспроможною аудиторією.:58

## Використання в художній літературі
Прологи тривалий час використовуються в недраматичній художній літературі, щонайменше з часів Кентерберійських оповідань Джеффрі Чосера, хоча у Чосера прологи були до багатьох окремих оповідань, а не один на початку книги.
Музей роману Вічності аргентинського письменника Маседоніо Фернандеса має понад 50 прологів від автора. Їх стиль варіюється від метафізичного, гумористичного, психологічного до дискусій про мистецтво роману тощо.